# Odstřelovač (film, 2007)
Odstřelovač (v anglickém originále Shooter) je americký filmový thriller z roku 2007 režiséra Antoinea Fuquy natočený podle knihy Point of Impact Stephena Huntera. Film sleduje bývalého odstřelovače Námořní pěchoty USA Boba Lee Swaggera v podání Marka Wahlberga, který je tajnou vojenskou společností zasazen do spiknutí tak, aby to vypadalo, že chtěl zabít prezidenta USA.

## Děj
Bob Lee Swagger, bývalý odstřelovač Námořní pěchoty Spojených států, je jeden z mála lidí na světě, jenž dokáže strefit z jedné míle střed terče. Po naléhání plukovníka Isaaca Johnsona neochotně opustí svůj klid v Wind River Range. Ten apeloval na jeho odbornost a patriotismus, aby pomohl vypátrat atentátníka, který se chystá zastřelit prezidenta z velké vzdálenosti. Johnson se zmíní o třech městech, ve kterých má mít prezident projev, a Swagger je má prozkoumat, zda se v nich dá takový útok vykonat.
Swagger místa prozkoumá a zjistí, že nejvhodnější bude Philadelphia. Informaci sdělí Johnsonovi. Ukáže se, že vše bylo na Swagger nahrané. Zatímco pracuje s Johnsonovými agenty, včetně místního policisty, na tom, aby našel atentátníka, je zastřelen etiopský arcibiskup stojící vedle prezidenta. Swaggera střelí policista, ale podaří se mu utéct. Agenti řeknou policii a veřejnosti, že pachatelem atentátu je Swagger a vyvolají pátrání po zraněném odstřelovači. Swagger cestou potká zvláštního agenta FBI, nováčka, Nicka Memphise, odzbrojí ho a ukradne mu auto.
Swagger použije autolékárničku, aby ošetřil svá zranění, a pak vjede autem do řeky Delaware, aby unikl. Najde útočiště u Sarah Fennové, vdovy po jeho bývalém kolegovi. Ta mu zachrání život, když vyčistí a zašije jeho zranění. Později ji přesvědčí, aby mu pomohla kontaktovat Memphise a sdělila mu informace o konspiraci. Memphis je obviněn z toho, že dovolil Swaggerovi utéct a musí jít před disciplinární komisi. Sám přijde na to, že Swagger mohl být do všeho vtažen, když najde důkazy, které nevypadají na to, že by Swagger byl hledaným atentátníkem.
Když Johnsonovi agenti zjistí, že jejich komplot by mohl být odhalen, unesou Memphise a pokusí se naaranžovat jeho sebevraždu. Swagger je vypátrá a Memphisovy únosce zastřelí. Swagger a Memphis pak spojí své síly a navštíví experta na střelné zbraně. Od něj zjistí, kdo by mohl být skutečným atentátníkem - bývalý odstřelovač v Johnsonových službách. Vymyslí plán, jak ho dopadnout. Poté, co ho najdou ve Virginii, spáchá sebevraždu. Předtím ale prozradí, že arcibiskup byl skutečným cílem atentátu a byl zabit, aby zamezili jeho výpovědi o zapojení Spojených státu v genocidě v etiopské vesnici. Ta byla vykonána kvůli zájmům amerických ropných společností a přikázána senátorem Charlesem Meachumem. Swagger se dozví, že mise, při které byl zabit jeho bývalý kolega Donnie Fenn, byla také součástí událostí okolo genocidy, protože byli společně najati, aby odstranili lidi najaté ke spáchání genocidy. Swagger si odstřelovačovo přiznání nahraje. Swagger pak s Memphisovou pomocí uteče z obležení 24 žoldáků, které společně zabijí.
Mezitím další Johnsonovi muži, vedení psychotickým Jackem Paynem, unesou Sarah, aby vylákali Swaggera ze skrýše. Swagger má ale nyní výpověď odstřelovače, a tak se dohodnou s Johnsonem a senátorem Meachumem na místě předání. Po postřelení Paynea a zabití několika dalších odstřelovačů v izolovaném pohoří, zachrání Sarah. Swagger a Memphis se pak vzdají FBI.
Při setkání s ředitelem FBI a ministrem spravedlnosti Swagger očistí své jméno, když nabije svou zbraň (která je na místě jako důkaz, protože měla být použita při atentátu) a vystřelí jí na plukovníka, ale k výstřelu kvůli Swaggerově zabezpečení nedojde. Vyjde najevo, že zbraň k atentátu nemohla být použita. Ačkoli je Swagger očištěn, plukovník Johnson unikne díky právní skulině (etiopská genocida je mimo americkou jurisdikci) a je na svobodě. Ministr spravedlnosti říká, že se musí řídit právem, i když se mu to nelíbí, že nejsou na divokém západě, kde se spory řešily zbraní.
Později senátor Meachum a plukovník Johnson plánují na senátorově venkovském domě své další kriminální činy. Jsou ale přerušeni Swaggerem. Zastřelí Meachuma i Johnsona i jejich pobočníka a dva bodyguardy. Před odchodem rozbije plynový ventil. Oheň v krbu pak vyvolá spolu s plynem výbuch. Závěrečná scéna ukazuje Swaggera, jak nastupuje do auta k Sarah a odjíždějí.

## Obsazení
| Mark Wahlberg    | seržant Bob Lee Swagger             |
| Danny Glover     | plukovník Isaac Johnson             |
| Ned Beatty       | senátor Charles F. Meachum          |
| Michael Peña     | zvláštní agent Nick Memphis         |
| Tate Donovan     | Russ Turner                         |
| Kate Mara        | Sarah Fennová                       |
| Elias Koteas     | Jack Payne                          |
| Rade Šerbedžija  | Michailo Sczerbiak                  |
| Mike Dopud       | hlavní žoldák                       |
| Levon Helm       | pan Rate                            |
| Rhona Mitra      | zvláštní agentka Alourdes Galindová |
| Lane Garrison    | Donnie Fenn                         |
| Alan C. Peterson | strážník Stan Simmons               |
| Brian Markinson  | ministr spravedlnosti Russert       |

## Ohlas
Odstřelovač sklidil smíšené reakce kritiky. Server Rotten Tomatoes dává filmu na základě 144 hodnocení kritiků skóre 48%. Uživatelé tohoto serveru hodnotí film 82%. Server Metacritic hodnotí film 53 body ze 100 na základě 33 recenzí. Uživatelé ČSFD snímek hodnotí průměrně 70%.
Někteří filmoví kritici, liberální i konzervativní, hodnotili film jako levicový, což dokládali tím, že hlavní padouch senátor Meachum je jasnou analogií k Dicku Cheneymu.
Během úvodního víkendu ve Spojených státech snímek utržil více přes 14,5 milionů USD a stal se tak třetím nejúspěšnějším filmem víkendu po snímcích Želvy Ninja, které měly premiéru ve stejný den, a 300: Bitva u Thermopyl. Celkově ve Spojených státech Odstřelovač utržil přes 47 milionů USD a v zahraničí dalších více než 48,5 milionů USD, z toho v České republice a na Slovensku dohromady více než 149 tisíc USD.